# Ρ
Rho（大写Ρ，小写ρ，中文音译：柔、若、肉），是第十七个希腊字母。
小写ρ用于：
- 密度符号
- 电阻率符号
- 常用来表示总体的相关系数

西里尔字母的 Р 及拉丁字母的 R 都是由 Rho 演变而成。